# Long Giang, Tề Tề Cáp Nhĩ
Long Giang (tiếng Trung:龙江县, Hán Việt: Long Giang huyện) là một huyện của địa cấp thị Tề Tề Cáp Nhĩ, tỉnh Hắc Long Giang, Cộng hòa Nhân dân Trung Hoa. Huyện này có diện tích 6197 km2, dân số 600.000 người, mã bưu chính 161100, trụ sở chính quyền huyện đóng ở trấn Long Giang. Về mặt hành chính, Khắc Đông được chia thành các đơn vị gồm 5 trấn (Long Giang, Cảnh Tinh, Long Hưng, Sơn Tuyền, Thất Khoa Thụ 七棵树), 13 [[hương (Đối Bảo, Nha Lỗ, Vĩnh Phát, Tế Thấm Hà, Đầu Trạm, Hạnh Sơn, Đông Hoa, Bạch Sơn, Hợp Sơn, Hắc Cương Lỗ Hà, Hoa Dân, Phát Đạt). 